# 南诏镇 (巍山县)
南诏镇，原称文华镇，是中华人民共和国云南省大理白族自治州巍山彝族回族自治县下辖的一个乡镇级行政单位，位于县境东南部，是巍山县人民政府所在地，境内有巍山古城。全镇总面积149.96平方公里，据2020年第七次全国人口普查结果，全镇总人口为49,234人。

## 行政区划
南诏镇下辖以下地区：
日升社区、北街社区、东外社区、群力社区、开南村、鸡碧村、系马庄村、自由村、和平村、新村、文笔村、河西村和南山村。

## 中国传统村落
2013年8月，新村被评为第二批中国传统村落。